# 출판 전 논문

SHERPA/RoMEO에 따라 오픈 액세스 공유 권한이 있는 학술 저널 기사(사전 인쇄, 사후 인쇄 및 출판)에 대한 일반적인 출판 작업 흐름.

출판 전 논문(出版 前 論文) 또는 프리프린트(preprint)는 출판 전이나 후에 연구결과를 공개하는 것으로, 거의 대부분 온라인 리포지토리에서 공개된다. 프리프린트 서버(출판 전 논문 서버)는 다양한 학술 논문의 데이터와 정보를 담고 있는 온라인 리포지토리(저장소)이다. 이러한 리포지토리에 제출된 논문은 기본 심사와 표절 검사를 거치지만, 피어 리뷰는 거치지 않는다. 하지만 피어 리뷰의 가치는 중요하다. 대부분의 과학자들은 대중과 마찬가지로 피어 리뷰를 원한다. 그런데 문제가 되는 부분은 피어 리뷰의 소요 기간이 큰 부담이 된다는 점과, 대형 출판사의 손에 논문 출판 여부가 달려 있다는 것이다.
프리프린트 서버(server)는 다음과 같은 3가지로 구분할 수 있다: (1) 일반주제(모든 유형을 받는 형태; 예: Authorea), (2) 특정분야별(예: bioRxiv, ChemRxiv, MedRxiv), (3) 지역별(예: AfricArxiv, Arabixiv).

## 같이 보기
- 학술 출판(academic publishing)
- 포스트프린트(postprint)
- 셀프 아카이빙(self-archiving)

## 출판 전 논문 서고
- ScientificCommons.org
- 아카이브(arXiv)
- 필리카(philica)